# بخش کونولفنژان
بخش کونولفنژان یکی از بخشهای ایالت برن  در کشور سوئیس است.